# Tetraconodon
A Tetraconodon az emlősök (Mammalia) osztályának párosujjú patások (Artiodactyla) rendjébe, ezen belül a disznófélék (Suidae) családjába és a fosszilis Tetraconodontinae alcsaládjába tartozó nem.
Az alcsaládjának a típusneme.

## Tudnivalók
A Tetraconodon maradványokat Mianmarban (talán Pakisztánban is) fedezték fel. Ezek az állatok a miocén kor idején éltek, körülbelül 15,97-5,332 millió évvel ezelőtt.
A fogazatuk alapján az őslénykutatók szerint ezek az állatok dögevők is lehettek.

## Rendszerezés
A nembe az alábbi 3 faj tartozik:
- †Tetraconodon intermedius (van der Made, 1999)[3]
- †Tetraconodon malensis
- †Tetraconodon minor (Pilgrim, 1926)[3]

### Fordítás
- Ez a szócikk részben vagy egészben  a   Tetraconodon című angol Wikipédia-szócikk ezen változatának fordításán alapul.  Az eredeti cikk szerkesztőit annak laptörténete sorolja fel. Ez a jelzés csupán a megfogalmazás eredetét és a szerzői jogokat jelzi, nem szolgál a cikkben szereplő információk forrásmegjelöléseként.